# تشارلز دبليو. كلارك
تشارلز دبليو. كلارك (بالإنجليزية: Charles W. Clark)‏ هو مغني أوبرا ومغني أمريكي، ولد في 15 أكتوبر 1865 في أوهايو في الولايات المتحدة، وتوفي في 3 أغسطس 1925 في شيكاغو في الولايات المتحدة بسبب نوبة قلبية.

## وصلات خارجية
- تشارلز دبليو. كلارك على موقع ميوزك برينز (الإنجليزية)